# Dallas (série télévisée, 2012)
Cet article concerne la nouvelle série. Pour la série originale, voir Dallas (série télévisée, 1978).
Pour les articles homonymes, voir Dallas (homonymie).
Dallas
Dallas ou Dallas, nouvelle génération est un feuilleton télévisé américain en 40 épisodes de 45 minutes développé par Cynthia Cidre et diffusé entre le 13 juin 2012 et le 22 septembre 2014 sur la chaîne TNT et sur la chaîne Bravo! au Canada. Il s'agit de la suite du feuilleton du même nom, diffusé sur le réseau CBS entre 1978 et 1991.
En Belgique, la série est diffusée depuis le 15 novembre 2012 sur La Une, au Québec, depuis le 1er avril 2013 sur le réseau TVA et en France, du 22 juin 2013 au 6 juillet 2013 sur TF1 (saison 1) puis du 4 septembre 2013 au 4 février 2015 sur NT1 (saisons 2 et 3) dès le 20 février 2017 sur HD1 et dès le 29 avril 2019 sur Chérie 25.

## Synopsis
Au ranch de Southfork, 20 ans plus tard, les Ewing se déchirent toujours sur fond de trahisons, secrets et autres drames. John Ross et Christopher, les fils respectifs de J.R. et Bobby, reprennent les affaires familiales, poursuivant par la même occasion les querelles de leurs pères...

## Distribution
Les acteurs présents dans la première série, Dallas et / ou dans la deuxième série, Côte Ouest sont indiqués en italique.

### Acteurs principaux
- Jesse Metcalfe (VF : Emmanuel Garijo) : Christopher Ewing
- Josh Henderson (VF : Axel Kiener) : John Ross Ewing III
- Jordana Brewster (VF : Laëtitia Lefebvre) : Elena Ramos
- Julie Gonzalo (VF : Olivia Dalric) : Rebecca Sutter Ewing / Pamela Rebecca Barnes Ewing
- Brenda Strong (VF : Françoise Cadol) : Ann Smith Ewing
- Patrick Duffy (VF : Philippe Ogouz) : Bobby Ewing
- Linda Gray (VF : Évelyne Séléna) : Sue Ellen Ewing
- Larry Hagman (VF : Dominique Paturel) : John Ross « J. R. » Ewing (saisons 1 et 2)
- Mitch Pileggi (VF : José Luccioni) : Harris Ryland (saisons 2 et 3 - récurrent saison 1)
- Emma Bell (VF : Victoria Grosbois) : Emma Judith Ryland Brown (saisons 2 et 3)
- Kuno Becker (VF : Pascal Nowak) : Andres « Drew » Ramos (saison 2 - récurrent saison 3)
- Juan Pablo Di Pace (VF : Marc Arnaud) : Nicolás Treviño (saison 3)

Photos des acteurs principaux
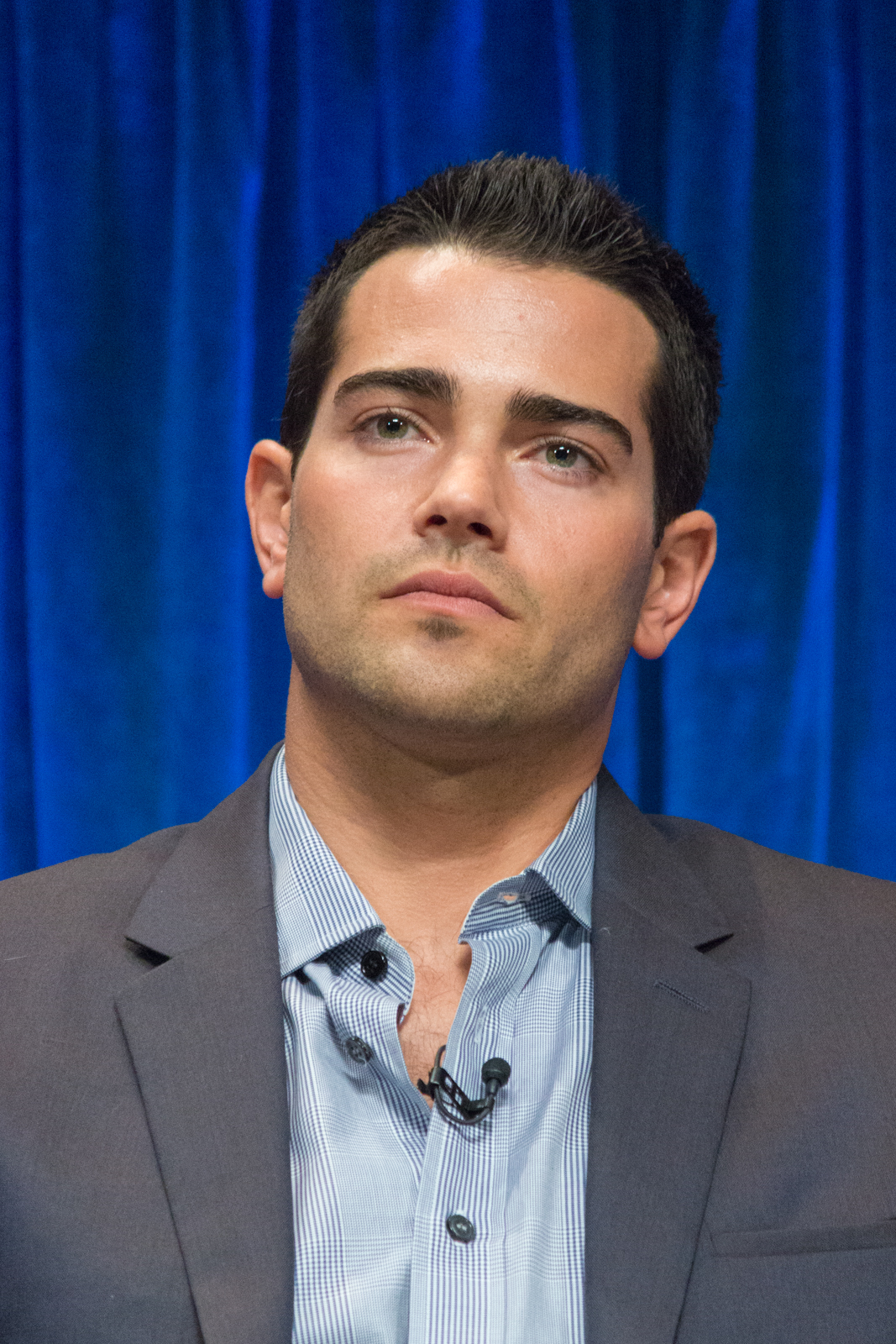
Jesse Metcalfe dans le rôle de Christopher Ewing
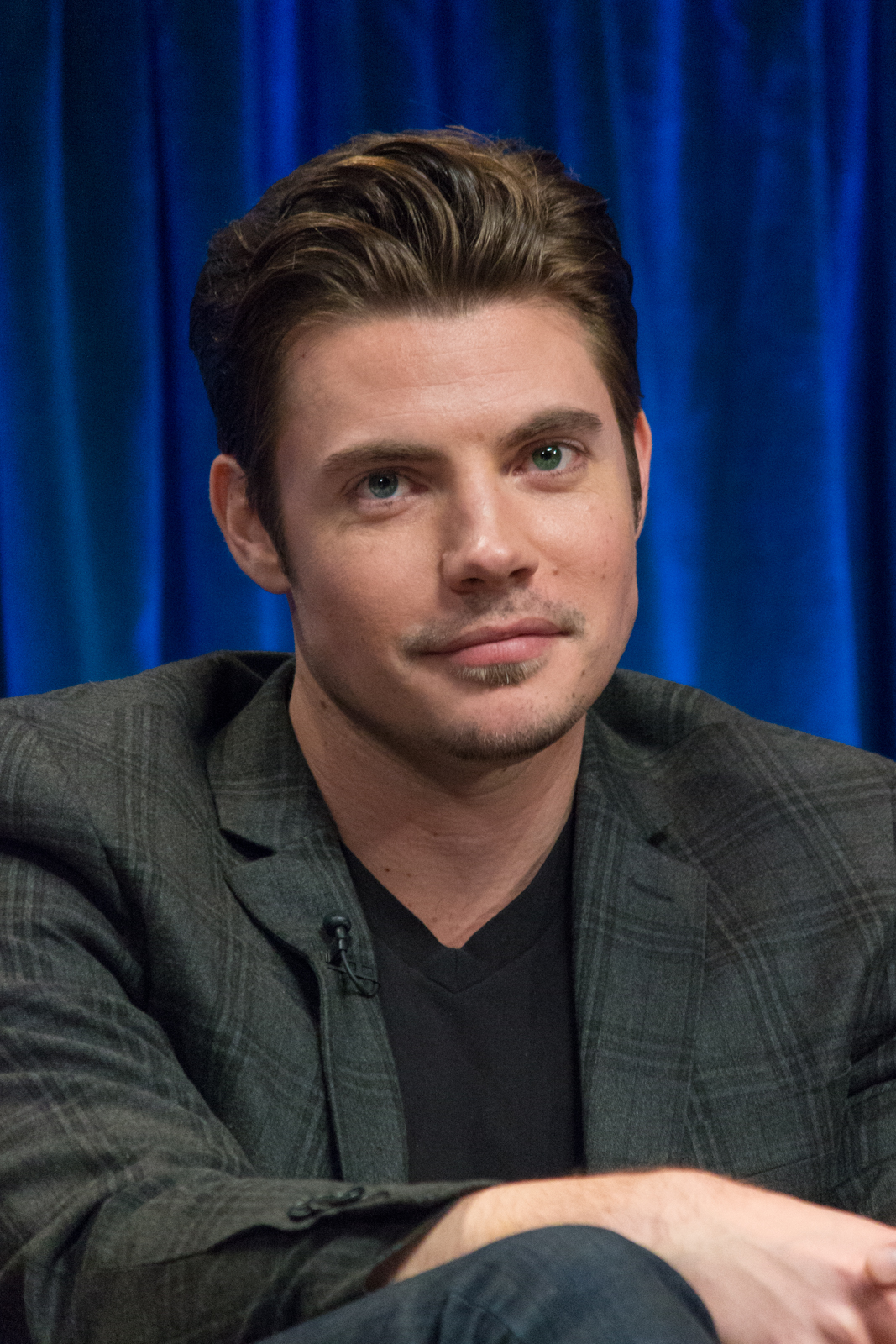
Josh Henderson dans le rôle de John Ross Ewing III
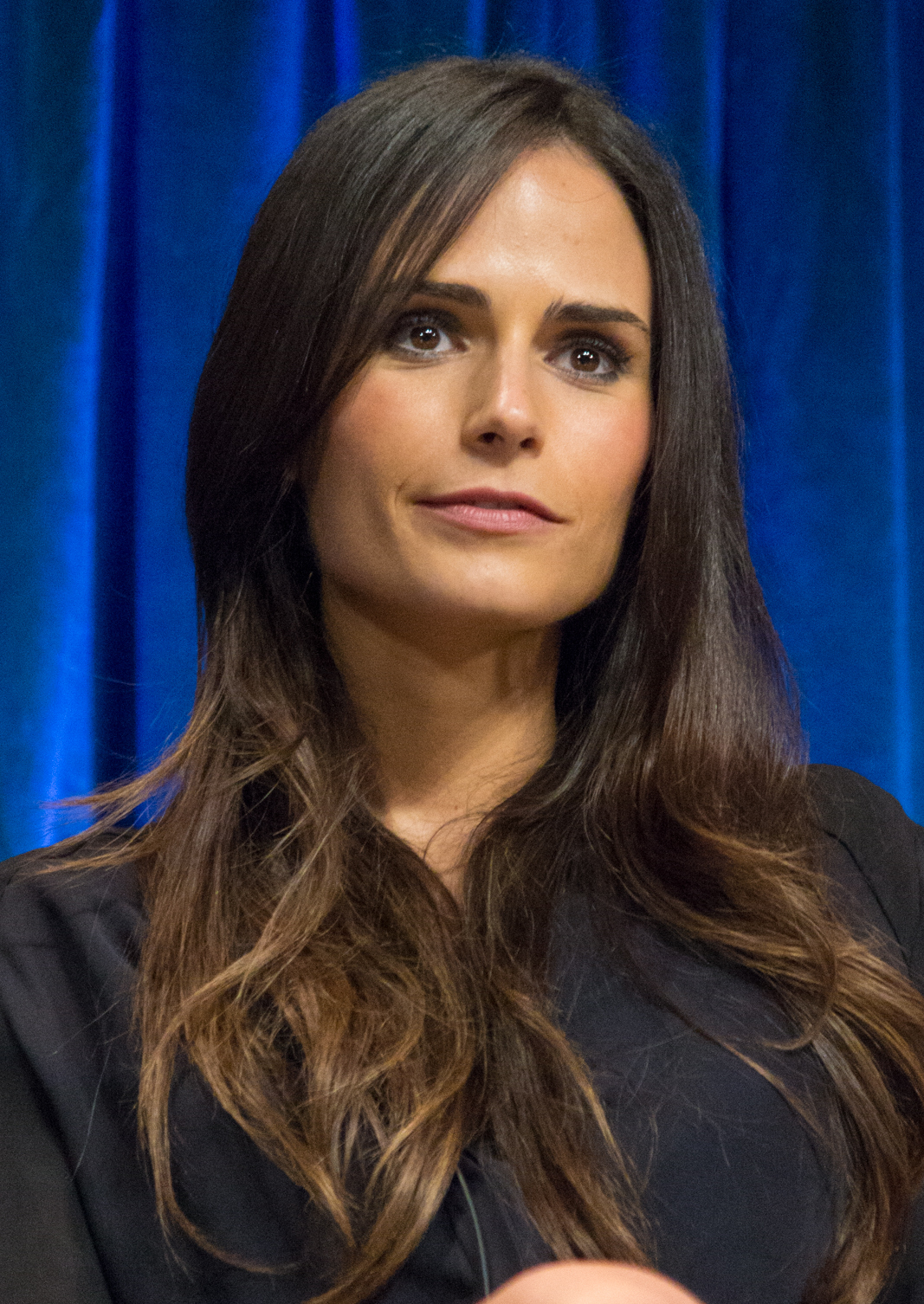
Jordana Brewster dans le rôle de Elena Ramos
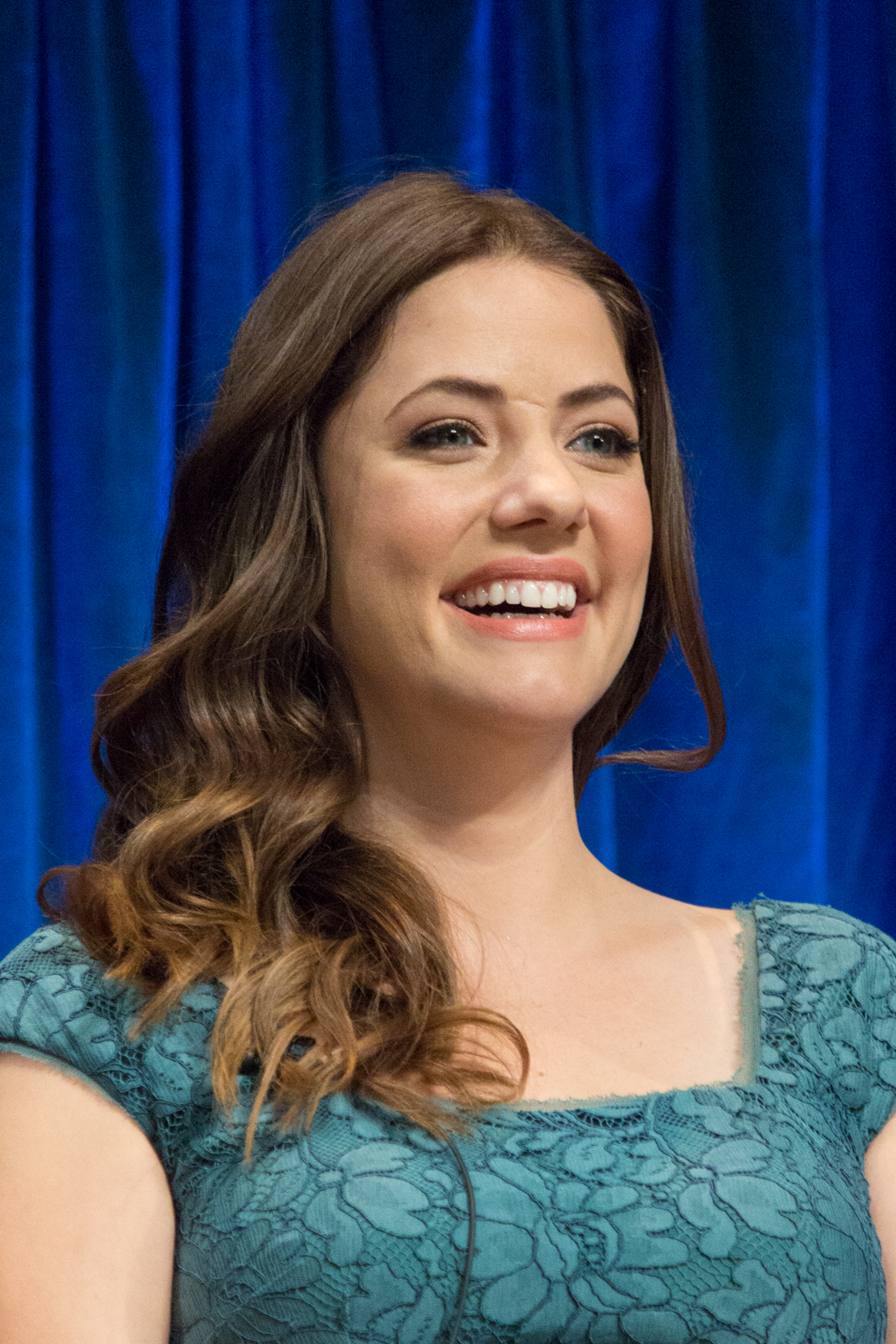
Julie Gonzalo dans le rôle de Rebecca Sutter Ewing / Pamela Rebecca Barnes Ewing
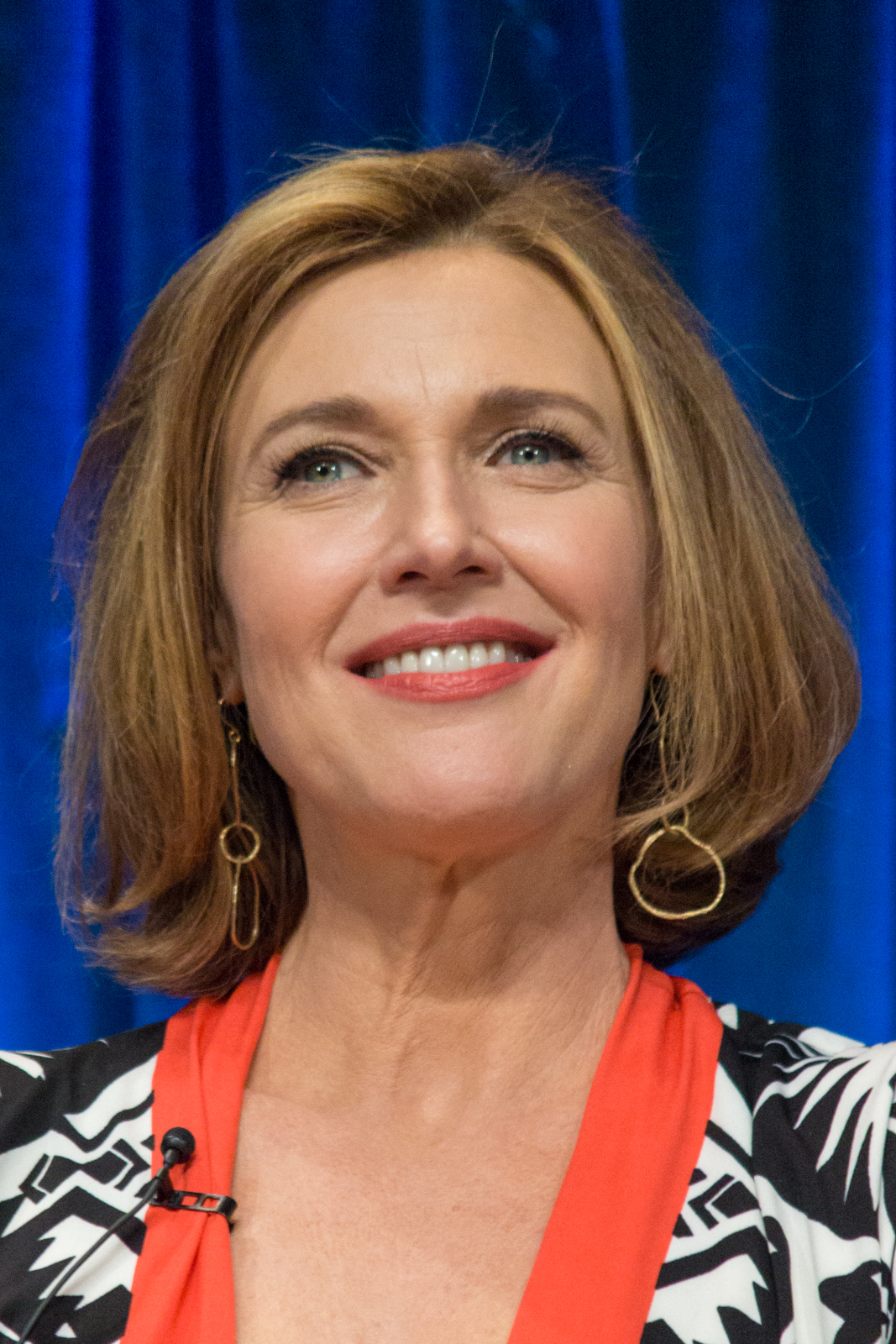
Brenda Strong dans le rôle de Ann Smith Ewing
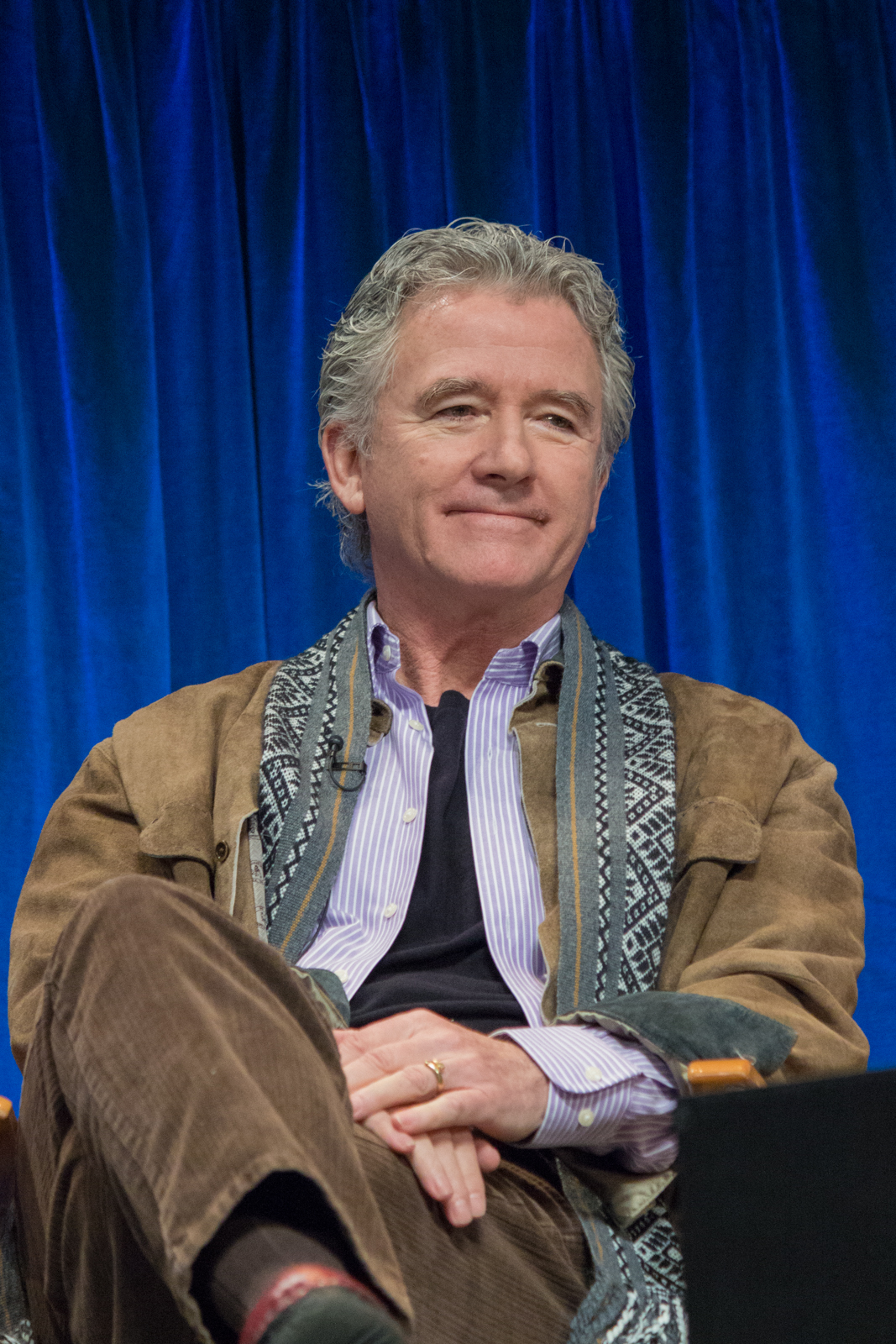
Patrick Duffy dans le rôle de Bobby Ewing
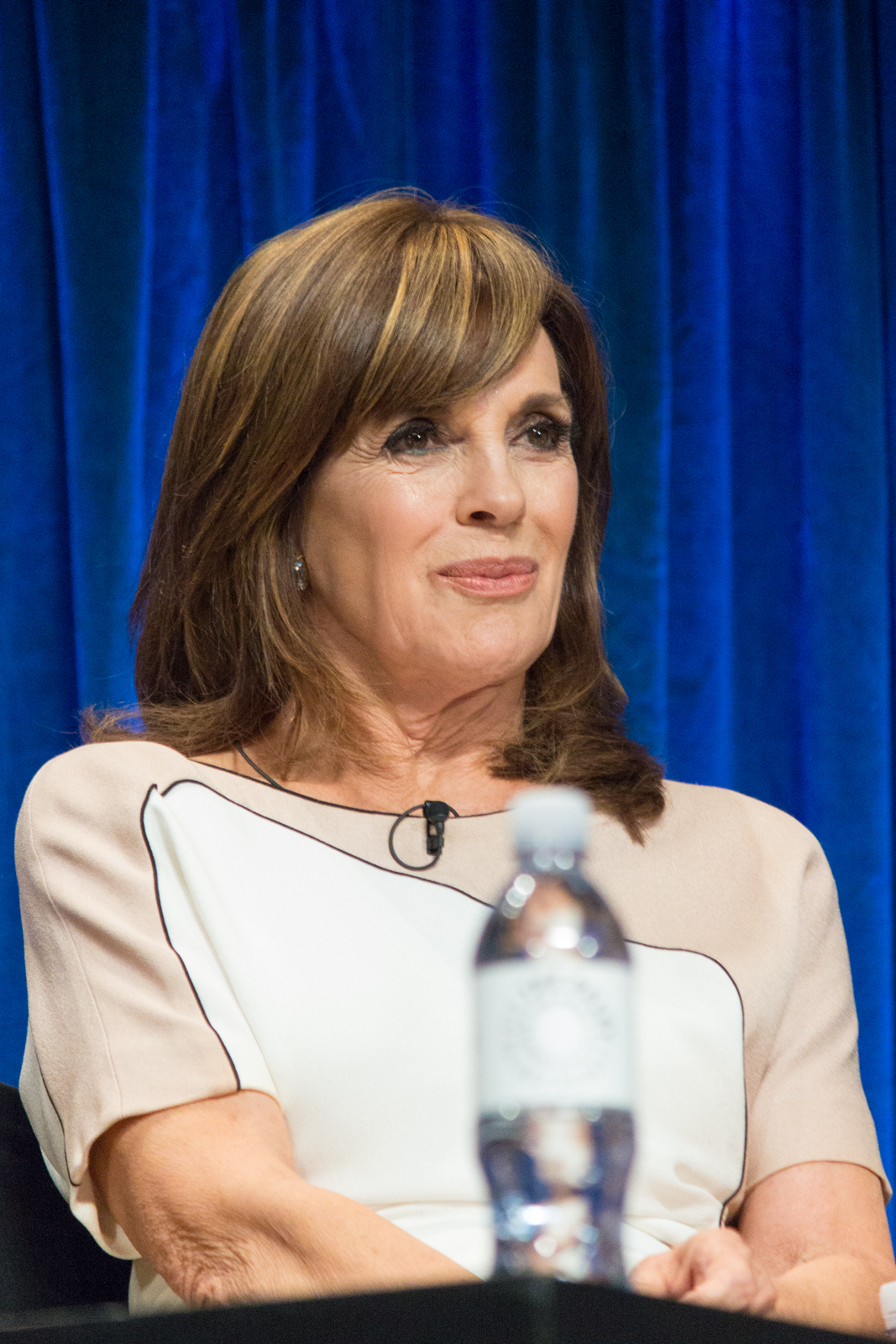
Linda Gray dans le rôle de Sue Ellen Ewing
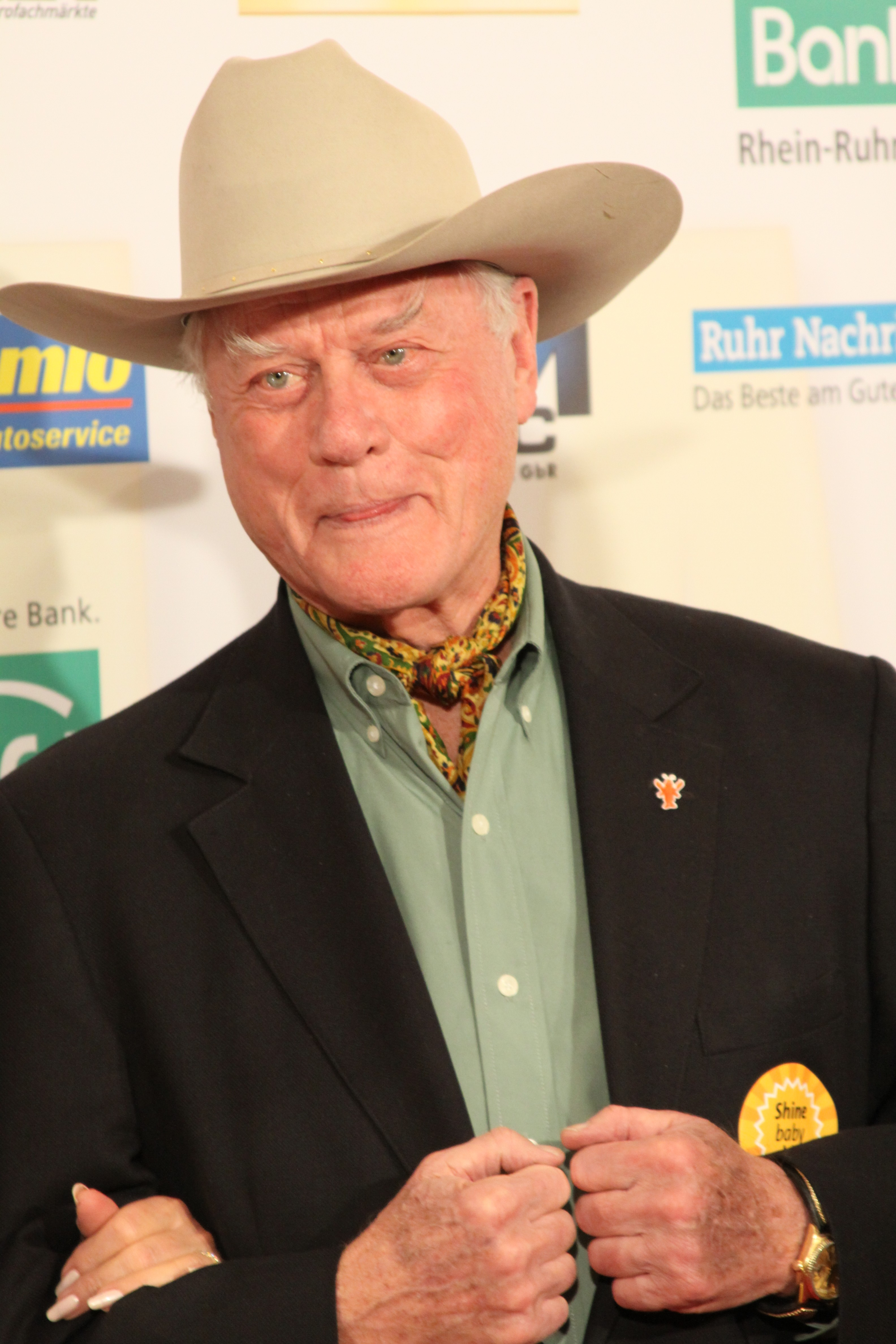
Larry Hagman dans le rôle de John Ross « J. R. » Ewing
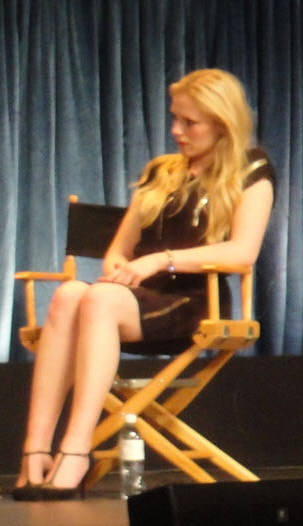
Emma Bell dans le rôle de Emma Judith Ryland Brown

### Acteurs récurrents
- Ken Kercheval (VF : Bernard Woringer puis Michel Ruhl) : Cliff Barnes
- Steve Kanaly (VF : Richard Leblond) : Ray Krebbs
- Charlene Tilton (VF : Françoise Vallon) : Lucy Ewing Cooper
- Marlene Forte (VF : Brigitte Virtudes) : Carmen Ramos
- Akai Draco (VF : Gilduin Tissier) : Shérif Derrick
- Kevin Page (en) (VF : Michel Mella) : Steve « Bum » Jones
- Glenn Morshower (VF : Patrick Béthune) : Lou Rosen (saisons 1 et 2)
- Faran Tahir (VF : Éric Marchal) : Frank Ashkani (saisons 1 et 2)
- Carlos Bernard (VF : Serge Biavan) : Vicente Cano (saisons 1 et 2)
- Alex McKenna (VF : Aurélie Nollet) : Rebecca Sutter (saisons 1 et 2)
- Castulo Guerra (VF : Yves-Henri Salerne) : Carlos Del Sol (saisons 1 et 2)
- Brett Brock : Clyde Marshall (saisons 1 et 2)
- Richard Dillard (VF : Philippe Catoire) : Mitch Lobell (saison 1)
- Callard Harris (VF : Alexandre Cross) : Tommy Sutter (saison 1)
- Leonor Varela (VF : Laëtitia Laburthe) : Veronica Martinez / Marta Del Sol (saison 1)
- Lee Majors (VF : Paul Borne) : Ken Richards (saison 2)
- Ted Shackelford (VF : Michel Paulin) : Gary Ewing (saison 2)
- Alex Fernandez (en) (VF : Mathieu Buscatto) : Roy Vickers (saison 2)
- Annie Wersching (VF : Laurence Dourlens) : Alison Jones (saison 2)
- Judith Light (VF : Monique Thierry) : Judith Brown Ryland (saisons 2 et 3)
- Amber Bartlett (VF : Elsa Bougerie) : Jill (saisons 2 et 3)
- Steven Weber (VF : Cyrille Monge) : Gouverneur Sam McConaughey (saisons 2 et 3)
- Donny Boaz (VF : Sébastien Ossard) : Bo McCabe (saisons 2 et 3)
- AnnaLynne McCord (VF : Olivia Luccioni) : Heather McCabe (saison 3)
- Gino Anthony Pesi (VF : Serge Faliu) : George Tatangelo (saison 3)
- Jude Demorest (VF : Olivia Nicosia) : Candace Shaw (saison 3)
- Fran Kranz (VF : Vincent de Bouard) : Hunter McKay (saison 3)
- Currie Graham (VF : Éric Legrand) : Stanley Babcock (saison 3)
- Angélica Celaya (VF : Daniella Labbé-Cabrera) : Lucia Treviño (saison 3)
- Antonio Jaramillo : Luis (saison 3)
- Miguel Sandoval : El Pozolero (saison 3)
- Pej Vahdat : Nasir Ali (saison 3)

### Invités
- Jason London : Rick Lobell (saison 1, épisode 4)
- Amir Arison : Varun Rasmussen (saison 1, épisode 8 - saison 2, épisode 1)
- Cathy Podewell : Cally Harper (saison 2, épisode 8)
- Deborah Shelton : Mandy Winger (saison 2, épisode 8)
- Kate del Castillo (VF : Ethel Houbiers) : Sergent Marisela Ruiz (saison 2, épisode 8)
- Barry Corbin : Exécuteur (saison 2, épisode 9)
- Joan Van Ark (VF : Anne Rochant) : Valene Ewing (saison 2, épisode 9)
- Audrey Landers : Afton Cooper (saison 2, épisode 10 - saison 3, épisode 4)
- Sam Anderson (VF : Michel Voletti) : Dr David Gordon (saison 2, épisodes 14 et 15)
- Christian Clemenson : Howard Rieder (saison 3, épisode 2)
- Jonathan Adams : Calvin Hannah (saison 3, épisodes 7 et 12)
- Melinda Clarke (VF : Anne Rondeleux) : Tracey Lawton McKay (saison 3, épisodes 12 et 15)

- ; Version française
- Société de doublage : Nice Fellow[7],[8]
- Direction artistique : Barbara Tissier[7],[8]
- Adaptation des dialogues : Olivier Lips, Rodolph Freytt et Marie-Jo Aznar[7]

 Source et légende : version française (VF) sur RS Doublage et Doublage Séries Database

## Fiche technique
- Création : Michael M. Robin
- Production : Cynthia Cidre
- Chaîne d'origine : TNT
- Durée : 45 minutes
- Première diffusion : 13 juin 2012 - 22 septembre 2014
- Genre : Drame ; Soap opera
- Pays d'origine : États-Unis
- Classification : tous publics

## Production
En décembre 2009, Cynthia Cidre a été engagée pour l'écriture du pilote. Patrick Duffy, Larry Hagman et Linda Gray ont été approchés deux mois auparavant afin de reprendre leur rôle respectif. C'est finalement en septembre 2010 que TNT a annoncé la commande d'un pilote.
À la mi-décembre 2010, les négociations avec Larry Hagman sont en impasse au sujet du salaire, et la production considère l'option de commencer la série sans J.R. À la fin janvier 2010, Jordana Brewster, ayant notamment joué dans la série de films Fast & Furious, joue le rôle d'Elena Ramos, nouveau personnage, puis trois jours plus tard, Josh Henderson décroche le rôle principal de John Ross Ewing III et la participation de Patrick Duffy, Larry Hagman et Linda Gray est confirmée.
Le casting s'est poursuivi dans cet ordre, en février 2011 : Jesse Metcalfe et Julie Gonzalo, puis Brenda Strong en avril, Charlene Tilton et Steve Kanaly reprennent leur rôle respectif.
Le 8 juillet 2011, TNT commande la série.
Quatre acteurs principaux ont joué dans la série Desperate Housewives : Brenda Strong qui a joué Mary Alice Young, Jesse Metcalfe qui a joué le rôle de John Rowland, Josh Henderson qui a joué Austin McCann et Larry Hagman qui a joué Frank Kaminsky.
La productrice exécutive Cynthia Cidre a écrit le script pour le nouveau pilote de Dallas, tandis que Michael M. Robin (directeur et producteur de The Closer : L.A. enquêtes prioritaires) est le réalisateur et producteur délégué pour le pilote. Le scénario du pilote est basé sur les personnages créés par David Jacobs dans la série originale (1978-1991).
La suite de la série est centrée principalement sur le fils de J.R. (Larry Hagman) et de Sue Ellen (Linda Gray), John Ross Ewing III (Josh Henderson), et Christopher (Jesse Metcalfe), fils adoptif de Bobby (Patrick Duffy) et de Pamela (Victoria Principal). Celle-ci, n'étant pas présente dans cette nouvelle série, Bobby est depuis remarié à Ann (Brenda Strong).
La série reprend la suite de la série originale et ignore totalement les deux téléfilms  Dallas : Le Retour de J.R. (1996) et Dallas : La Guerre des Ewing (1998). Ainsi, le fait que Bobby part en voyage et donne ses parts à Sue Ellen afin qu'elle devienne la PDG des pétroles Ewing est totalement gommé. Nous reprenons l'histoire là ou on l'avait laissé, c'est-à-dire que Bobby possède le ranch de Southfork et J.R. est dans un centre de repos à la suite des événements du " Cliffhanger " du double épisode " Le voyage " (finale de la 14e saison originale). 
La première bande-annonce de la série est dévoilée le 11 juillet 2011, pendant la publicité de la série Rizzoli & Isles.
En septembre 2011, Ken Kercheval reprend son rôle, puis en octobre, Mitch Pileggi décroche un rôle récurrent, devenu régulier pour la deuxième saison.
La production a débuté en octobre 2011.
Les scénaristes de la série s'étaient toujours refusés à exploiter le drame de l'assassinat de J.F. Kennedy, ou les lieux du fait-divers, dans les 14 saisons de la première saga. Pourtant, dès les premières minutes du deuxième épisode de la nouvelle série, le dépôt de livre et le talus près des rails, où aurai(en)t agi le(s) tireur(s) sont filmés en vue aérienne.
Le 29 juin 2012, la série a été renouvelée pour une deuxième saison de quinze épisodes. Emma Bell rejoint la distribution principale.
À partir de la saison 2 (2013), une nouvelle version du générique français vient habiller le feuilleton. Plutôt que de conserver le générique américain, l'orchestration musicale a été modernisée. Les paroles sont identiques mais l'interprète a changé. Il s'agit de Thomas Boissy, révélé au grand public par l'émission « La France a un Incroyable Talent » en 2011.
Le 23 novembre 2012, Larry Hagman meurt des suites d'un cancer à l'âge de 81 ans, durant la production de la deuxième saison,. Son personnage de J.R. sera enterré dans le huitième épisode diffusé sur la chaîne TNT le 11 mars 2013.
Le 30 avril 2013, la série a été renouvelée pour une troisième saison de quinze épisodes. Juan Pablo Di Pace rejoint alors la distribution principale.
Le 24 septembre 2014 est annoncé que Jesse Metcalfe, présent depuis le lancement de la série, ne reviendra pas pour la saison prochaine.
Le 3 octobre 2014, la série est annulée.
Le 19 novembre 2014, les producteurs annoncent qu'après 6 semaines de négociations à chercher une nouvelle chaîne de télé, ils ont échoué, aucune autre chaîne n'a voulu récupérer la série.

### Lieux de tournage
Contrairement au Dallas original qui était le plus souvent tourné aux Lorimar Picture Studios (maintenant Sony Pictures Studios, et ex-MGM Studios) à Culver City, près de Los Angeles, ce nouveau Dallas est entièrement tourné à Dallas.
Ainsi, le tournage se déroule fréquemment dans le « vrai » Ranch de Southfork pour les scènes en extérieur (Ranch qui porte aujourd'hui réellement le nom de Southfork).
Pour les scènes tournées en intérieur, ainsi que certaines scènes proches des façades du Ranch, Southfork a été construit dans un studio à South Lamar près de Dallas.

## Épisodes

### Première saison (2012)
1. Un univers impitoyable (Changing of the Guard)
2. Le Retour de J.R (Hedging Your Bets)
3. Le Digne héritier (The Price You Pay)
4. Adieu Southfork (The Last Hurrah)
5. Ewing contre Ewing (Truth and Consequences)
6. La Fièvre de l'or noir (The Enemy of My Enemy)
7. Tomber de haut (Collateral Damage)
8. Guet-apens (No Good Deed)
9. Esprit de famille (Family Business)
10. Les Grandes révélations (Revelations)

### Deuxième saison (2013)
Elle a été diffusée à partir du 28 janvier 2013.
1. Le Choix des armes (Battle Lines)
2. Pacte avec le diable (Venomous Creatures)
3. Prêtes à tout (Sins of the Father)
4. Descente aux enfers (False Confessions)
5. L'Heure des aveux (Trial and Error)
6. L'Union fait la force (Blame Game)
7. Que le meilleur gagne (The Furious and the Fast)
8. Inoubliable J.R (J.R.'s Masterpiece)
9. Le Testament (Ewings Unite!)
10. Dommages collatéraux (Guilt & Innocence)
11. L'Étau se resserre (Let Me In)
12. Pour quelques millions de dollars (A Call to Arms)
13. Le Sens de la famille (Love & Family)
14. La Guerre des clans (Guilt by Association)
15. Dernières volontés (Legacies)

### Troisième saison (2014)
La diffusion des huit premiers épisodes a débuté le 24 février 2014. La diffusion est suspendue au début de l'été avant de reprendre le 18 août 2014.
1. Nouvelles stratégies (The Return)
2. Le Droit chemin (Trust Me)
3. À la recherche de la vérité (Playing Chicken)
4. Carte sur table (Lifting the Veil)
5. Cadeau empoisonné (D.T.R.)
6. Vieux démons (Like Father, Like Son)
7. Coup de poker (Like a Bad Penny)
8. Pas de fumée sans feu (Where There's Smoke)
9. Mensonges et trahison (Denial, Anger, Acceptance)
10. Retournement de situation (Dead Reckoning)
11. Règlements de compte (Hurt)
12. Sans état d'âme (Victims of Love)
13. Vent de panique (Boxed In)
14. Au bord du gouffre (Endgame)
15. La Relève (Brave New World)

## Audiences

### Aux États-Unis
Pour son lancement aux États-Unis sur la chaîne câblée TNT, Dallas obtient la meilleure audience de l'année, toutes chaînes câblées confondues en réunissant 6,9 millions de téléspectateurs.

### En France
Pour sa soirée de lancement en prime sur TF1, le 22 juin 2013, l'audience moyenne des 3 épisodes a été de 3 827 000 télespectateurs (18,1 % de part de marché). Les trois épisodes suivants, diffusés le 29 juin 2013 sont passés sous la barre des 3 millions de téléspectateurs pour arriver à 2 880 000 (14,3 % de PDA).
Le 2 juillet, TF1 décide de déprogrammer Dallas à la suite de ses mauvaises audiences et de la remplacer par des divertissements, les quatre derniers épisodes de la première saison seront diffusés en deuxième partie de soirée le 6 juillet 2013, alors que la saison 2 devait suivre. Il est également annoncé ce même jour que la suite sera bien diffusée, mais après l'été et sur une autre case horaire, plus adéquate pour la diffusion de la série.
Lors de son premier jour en deuxième partie de soirée, la série perd plus de la moitié de ses téléspectateurs et rassemble 1,308 million de personnes pour le premier épisode. Il ne restait plus que 1 million de téléspectateurs pour le deuxième épisode, 790 000 pour le troisième et 617 000 pour le quatrième et dernier de la saison diffusé à 1 h 44 du matin. Cette baisse du niveau de l'audience était prévisible vu la diffusion tardive des derniers épisodes. Les téléspectateurs "cibles" de la série ne sont plus devant leur poste à cet horaire et cela profite à d'autres programmes qui sont regardés par une autre catégorie de téléspectateurs.
TF1 annonce ensuite que la saison 2 sera bien diffusée, mais sur NT1, l'une des chaînes du Groupe TF1 (canal 11 de la TNT) dès le mercredi 4 septembre 2013 en prime time (20 h 45) avec une fréquence de diffusion de 3 épisodes par semaine. Diffusée du 4 septembre au 2 octobre 2013, la deuxième saison de Dallas a été un succès pour NT1, les audiences ne cessant de progresser, parfois durant la même soirée, pour atteindre 650 000 téléspectateurs lors du final de la saison, correspondant à la fin de l'intrigue sur la mort de J.R., atteignant les 3,5% de part d'audience. Les audiences baissent lors de la diffusion de la saison 3, ainsi les derniers épisodes de la série diffusés en 2015 sont visionnés par en moyenne 300 000 téléspectateurs, pour 1,2% de part d'audience.